# Deepspot
[veraltet]
Deepspot ist der Name eines Tauchbeckens für Sport- und Apnoetaucher in der polnischen Stadt Mszczonów.
Mit einer Tiefe von 45 Metern war es bis zur Eröffnung des 60 m tiefen Deep Dive Dubai 2021 das tiefste Tauchbecken der Welt. Zuvor war das 2014 eröffnete und 40 Meter tiefe Y-40 bei dem italienischen Ort Padua das weltweit tiefste Tauchbecken.
Die Eröffnung war zunächst für Herbst 2019 geplant, wurde jedoch später auf Mitte 2020 verschoben. Die tatsächliche Fertigstellung erfolgte unter Beeinflussung durch die COVID-19-Pandemie in Polen Ende 2020. Der Pool wurde am 21. November 2020 eröffnet.
Das Becken des Deepspot hat ein Fassungsvermögen von 8000 Kubikmetern. Der Pool soll durch einen gläsernen Tunnel unterhalb des Wasserspiegels für Zuschauer begehbar und durch Fenster eines anliegenden Hotels einsehbar sein.